# Allan Melvin
Allan Melvin (Kansas City, Misuri; 18 de febrero de 1923-Los Ángeles, California; 17 de enero de 2008) fue un actor estadounidense conocido principalmente por haber interpretado a Sam Franklin en La tribu de los Brady y a Barney Hefner en All in the Family y Archie Bunker's Place.

## Biografía
Melvin nació en Kansas City (Misuri) y fue criado en Nueva York. Asistió a la Universidad de Columbia. Luego de su graduación, sirvió en la Armada de los Estados Unidos y se casó con Amalia Faustina Sestero en marzo de 1944.
Mientras trabajaba en el departamento de efectos de sonido de NBC Radio, realizó un show en un nightclub, lo que lo llevó a ser uno de los ganadores del Arthur Godfrey's Talent Scouts. Mientras trabajaba en Stalag 17 en Broadway, Melvin obtuvo su primer papel televisivo interpretando a Steve Henshaw en The Phil Silvers Show. Durante este periodo, además de actuar en The Phil Silvers Show, Melvin también interpretó papeles secundarios, ocasionalmente ásperos, pero generalmente amigables. Igualmente, solía interpretar "bravucones".
En los años 1960, Melvin interpretó a Charley Hacker durante cuatro temporadas en Gomer Pyle, U.S.M.C.. También realizó varias apariciones en The Dick Van Dyke Show. Igualmente, dobló la voz del personaje de caricaturas Maguila Gorila en el programa The Banana Splits y la de Bluto en The All-New Popeye Hour. Melvin participó como estrella invitada en ocho episodios de The Andy Griffith Show, generalmente interpretando a un villano.
Melvin es conocido por sus papeles secundarios en dos sitcoms de los años 1970. Interpretó a Sam Franklin en La tribu de los Brady y a Barney Hefner en All in the Family. También prestó su voz a varios personajes de la serie H.R. Pufnstuf y Vultan en The New Adventures of Flash Gordon.
A principios de los años 1980, Melvin volvió a interpretar a Barney Hefner en el spin-off de All in the Family, Archie Bunker's Place. Luego del final de la serie en 1983, Melvin se dedicó exclusivamente a dar la voz a personajes de caricatura.
Allan Melvin murió de cáncer el 17 de enero de 2008 a los 84 años.

## Filmografía
- Scooby-Doo in Arabian Nights (1994, telefilme, voz)
- Wake, Rattle, and Roll (1990, serie de TV, voz)
- TaleSpin (1990, serie de TV, voz)
- Popeye and Son (1987, serie de TV, voz)
- El desafío de los GoBots (1984, serie de TV, voz)
- The Kwicky Koala Show (1981, serie de TV, voz)
- Los Pitufos (1981, serie de TV, voz)
- Spider-Man and His Amazing Friends (1981, serie de TV, voz)
- The New Adventures of Flash Gordon (1979, serie de TV, voz)
- The Puppy's Great Adventure (1979, especial de TV, voz)
- The Popeye Valentine Special (1979, telefilme, voz)
- Dynomutt, Dog Wonder (1978, serie de TV, voz)
- CB Bears (1977, serie de TV, voz)
- Fred Flintstone and Friends (1977, serie de TV, voz)
- The Scooby-Doo/Dynomutt Hour (1976, serie de TV, voz)
- The Tiny Tree (1975, telefilme, voz)
- Uncle Croc's Block (1975, serie de TV, voz)
- The Secret Lives of Waldo Kitty (1975, serie de TV, voz)
- Hong Kong Phooey (1974, serie de TV, voz)
- Los días felices (1974, serie de TV, voz)
- Mesa Trouble (Cine en 1974, cortometraje, voz)
- Yogi's Gang (1973, serie de TV, voz)
- Man in the Middle  (1972, telefilme)
- H.R. Pufnstuf (1970, serie de TV, voz)
- Cattanooga Cats (1969, serie de TV, voz)
- Las aventuras de Gulliver (1968, serie de TV, voz)
- The Banana Splits (1968, serie de TV, voz)
- With Six You Get Eggroll (1968, serie de TV)
- We'll Take Manhattan (1967)
- Alice in Wonderland (or What’s a Nice Kid Like You Doing in a Place Like This?) (1966, telefilme, voz)
- Inspector Ardilla (1965, serie de TV, voz)
- Gomer Pyle, U.S.M.C. (1964, serie de TV)
- The Magilla Gorilla Show (1964, serie de TV, voz)
- Beetle Bailey and His Friends (1963, serie de TV, voz)
- Et Tu Otto (1962, cortometraje, voz)
- Psychological Testing (1962, cortometraje, voz)
- Home Sweet Swampy (1962, cortometraje, voz)
- Keep in Step (1959, telefilme)
- The Phil Silvers Show (1955, serie de TV)